# Soechodol
Soechodol (Bulgaars: Суходол) is een dorp in het noordoosten van Bulgarije, gelegen in de gemeente Glavinitsa in de oblast Silistra. Het dorp ligt ongeveer 31 km ten zuidwesten van Silistra en 322 km ten noordoosten van de hoofdstad Sofia.

## Bevolking
In de eerste volkstelling van 1934 registreerde het dorp 834 inwoners. Dit groeide tot een officiële hoogtepunt van 1.042 inwoners in 1965. Sindsdien (onderbreking in 2001) neemt het inwonersaantal af. Op 31 december 2019 telde het dorp 605 inwoners.
Van de 653 inwoners reageerden er 647 op de optionele volkstelling van 2011. Van deze 647 respondenten identificeerden 644 personen zichzelf als Bulgaarse Turken (99,5%), terwijl de rest ondefinieerbaar was.
Van de 653 inwoners in februari 2011 werden geteld, waren er 98 jonger dan 15 jaar oud (15%), gevolgd door 440 personen tussen de 15-64 jaar oud (67,4%) en 115 personen van 65 jaar of ouder (17,6%).